# Магнаты Польши и Литвы

Владения магнатов в XVI—XVII веках. К ним причислены Вишневецкие, Замойские, Збаражские, Заславские, Острожские и Радзивиллы.

Магнаты Польши и Литвы (лат. magno-nati, пол. magnateria) — знатнейшие представители шляхты, существовавшие в Королевстве Польском, Великом княжестве Литовском и Речи Посполитой (с 1569 года).
В Польше магнатами назывались духовные и светские сенаторы или государственные советники («радные паны») и знатнейшее дворянство. А в Толковом словаре живого великорусского языка Владимира Даля указано что Магна́т (м. лат.) вельможа, весьма богатый столбовой дворянин высшего круга.

## История
Польское рыцарство, в XIV — XV столетии, получило ряд привилегий и политических прав, которыми воспользовались главным образом магнаты, и королевская власть была под их фактическим контролем.
Магнаты появились в Королевстве Польша, Великом Княжестве Литовском около XVI в., являясь самой богатой и влиятельнейшей частью аристократической шляхты.
Магнаты (или высшая аристократия) боролись за политическую власть в Речи Посполитой с малым и средним дворянством (Рух экзекуцийный в конце XVI в., реформистское движение Великого сейма в конце XVIII в.) и королями. Чтобы иметь влияние в среде магнатов было необходимым наличие большого состояния и политического влияния как минимум в масштабах провинции (Великопольской, Малопольской и Великого княжества Литовского), если не всей страны. Существовало много региональных различий: на востоке благодаря крупным поместьям и большей независимости от центральной власти магнаты, прозванные królewięta («маленькие короли»), добивались создания собственных частных армий; в то время как магнаты королевской Пруссии делали своё состояние за счёт королевских выплат (królewszczyzny)
.
Данное сословие всеми силами стремилось избежать раздела своих земель, ряду крупных и богатейших семейств удалось этого добиться через систему ординаций. Резиденции магнатов часто становились культурными и экономическими центрами регионов. Социальная мобильность имела ограниченную форму: магнаты предпочитали вступать в брак с представителями своего сословия, со временем в их ряды могли вступить богатые и влиятельные представители малого дворянства (что и случилось с Замойскими, Концепольскими и Оссолинскими). Влиятельнейшие магнаты могли носить одежду алого и багрового цветов, из-за чего получили прозвище karmazyni («малиновые»).

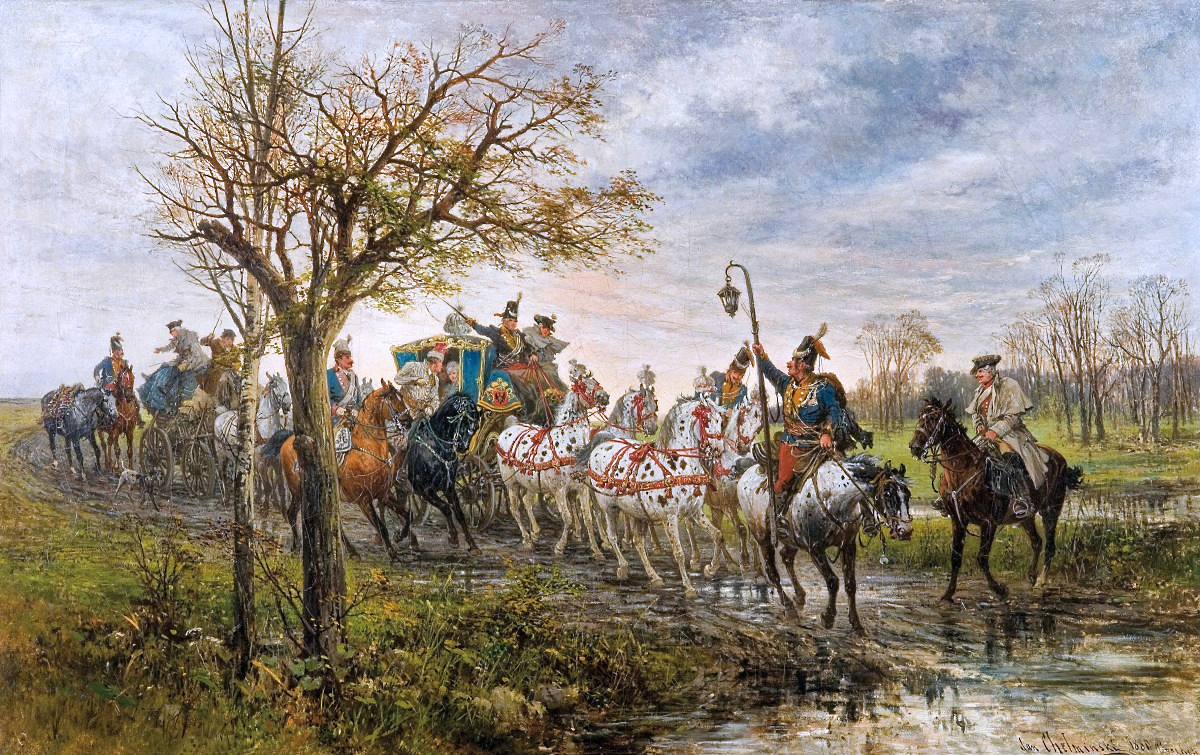
Путешествие двора польского магната во времена короля Августа III Саксонского. Картина Яна Хельминского 1880 года.

С конца XVI столетия влияние магнатов на политику шляхетского государство резко возросло благодаря их участию в административной системе и власти над мелкой знатью, что позволяло им влиять на местные сеймики и общенациональный сейм. Со второй половины XVII века польско-литовско магнаты победили королевскую власть в борьбе за власть в Речи Посполитой, из-за чего ряд историков называют этот период магнатской олигархией. Историк Норман Дэвис отмечал, что в то время «политическая жизнь [Польши] сводилась к междоусобицам, удачам и безрассудствам нескольких семей». На фоне слабости короля и сейма (парламента) магнаты начали организовывать гражданские (мятеж Радзивиллов в ходе Потопа, домашняя война в Литве) и пограничные войны (Молдавские войны магнатов, русско-польская война). Ряд магнатов выбирались королями Речи Посполитой (Михаил Корибут Вишневецкий и Станислав Август Понятовский).
Все представители шляхты были равны перед законом, поэтому под словом «магнат» (пол. magnat) подразумевался не официальный титул, а место в отдельном социальном классе, основанное на богатстве и влиянии. Некоторые магнаты имели титулы вроде князя или графа. Подобное было запрещено законом, хотя существовал ряд исключений со времён Люблинской унии и ряд привилегий для литовских магнатов. Особой популярностью пользовались звания должностных лиц Речи Посполитой.
После разделов Речи Посполитой магнаты продолжали оказывать влияние на культуру, политику и экономику местных регионов вплоть до Второй Мировой войны.

## Династии

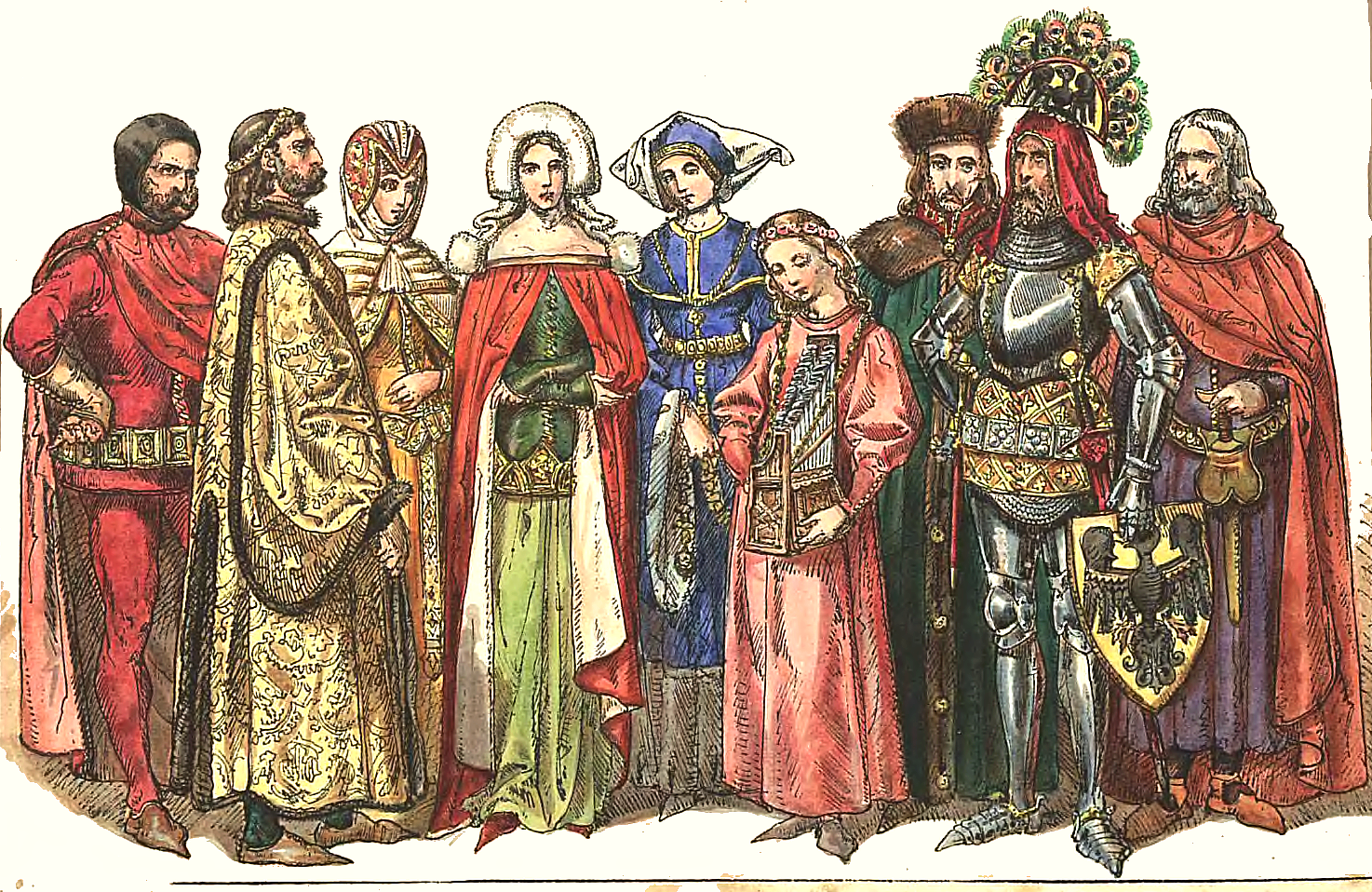
Польские магнаты (1333—1434). Иллюстрация (Яна Матейко).

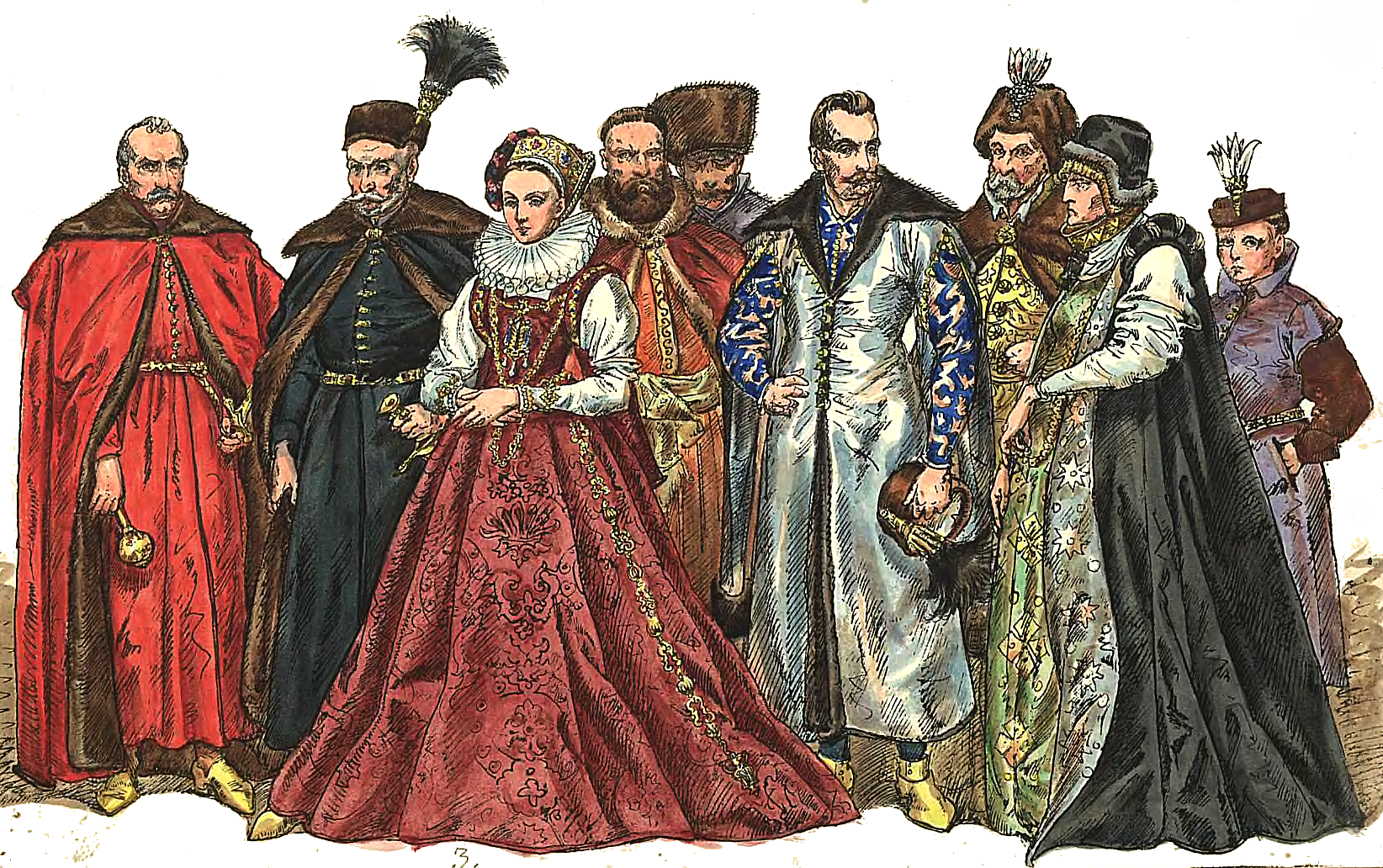
Польские магнаты (1576—1586).

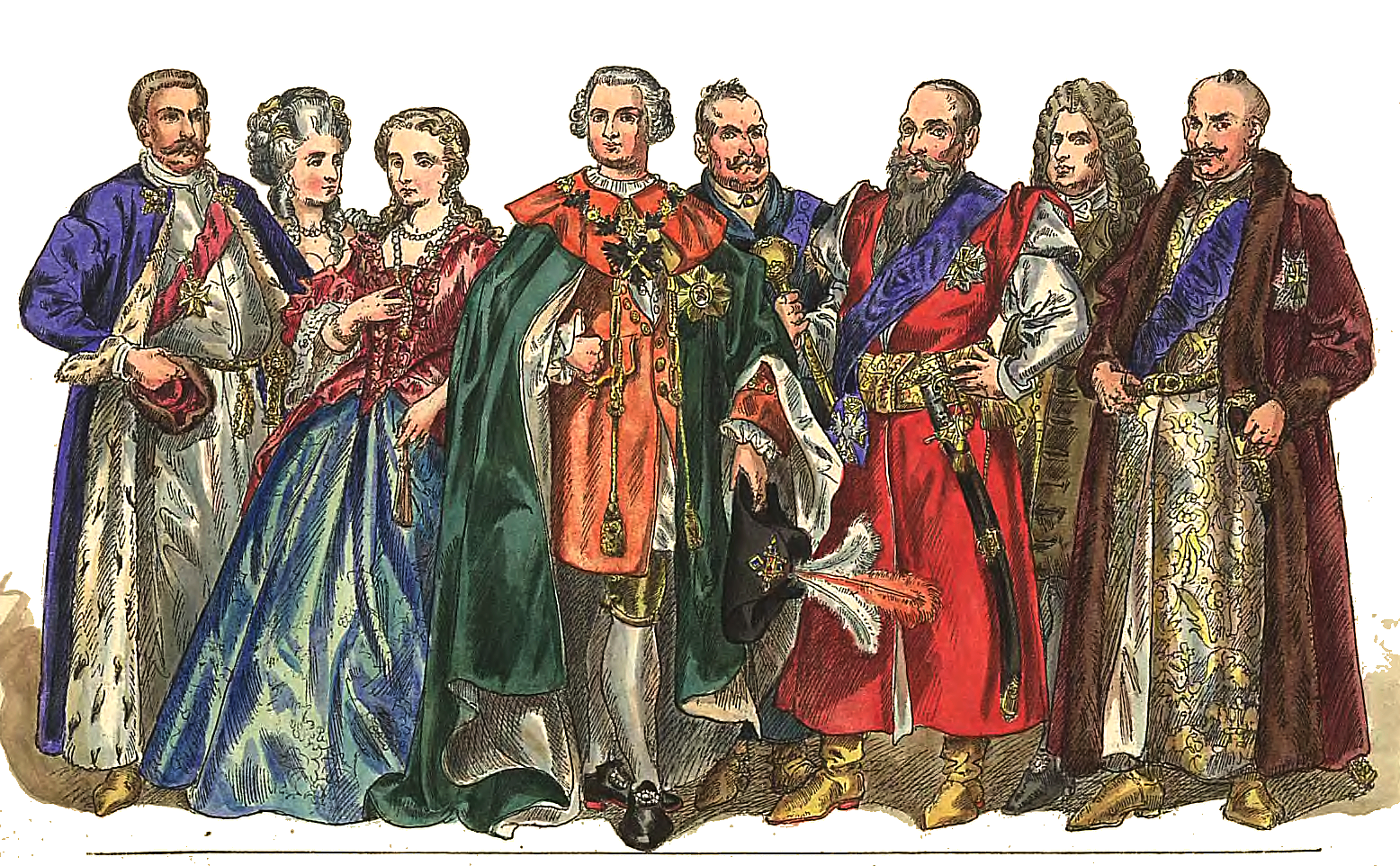
Польские магнаты (1697—1795).

К известным магнатским семьям Королевства Польского относились:
- Вишневецкие,
- Замойские,
- Заславские,
- Калиновские,
- Конецпольские,
- Мельжиньские,
- Ольховские,
- Острожские,
- Оссолинские,
- Потоцкие,
- Тарновские,
- Чарторыйские.

Известные магнатские семьи Великого княжества Литовского:
- Браницкие (герба Корчак),
- Кезгайлы,
- Олельковичи-Слуцкие,
- Пацы,
- Радзивиллы,
- Сапеги,
- Тышкевичи.

## Резиденции
Крупные резиденции магнатов, обычно в форме усадеб или открытых дворцов существуют в следующих населённых пунктах:
- Баранув-Сандомерский,
- Белая Церковь,
- Белосток,
- Бежунь,
- Биржай,
- Броды,
- Бучач,
- Бяла-Подляска,
- Бялачув,
- Виснич,
- Вишневец,
- Волчин,
- Голухув,
- Дукля,
- Жешув,
- Жолква,
- Замосць,
- Збараж,
- Золочев,
- Ивано-Франковск,
- Ивно,
- Изяслав,
- Кедайняй,
- Клецк,
- Красичин,
- Кодень,
- Конське,
- Корец,
- Корсунь-Шевченковский,
- Ланьцут,
- Лешно,
- Неборув,
- Несвиж,
- Олыка,
- Ополе-Любельске,
- Острог,
- Отвоцк,
- Павловице,
- Подгорцы,
- Пулавы,
- Пшеворск,
- Ружаны,
- Рыдзына,
- Рытвяны,
- Седльце,
- Сенява,
- Серакув,
- Слоним,
- Слуцк,
- Тульчин,
- Уязд,
- Червоноград,
- Яблонна,